# Halophila johnsonii
Halophila johnsonii là một loài thực vật có hoa trong họ Hydrocharitaceae. Loài này được Eiseman mô tả khoa học đầu tiên năm 1980.